# Douglas James Johnson
Douglas James Johnson (* 1937 in Coldwater, Michigan; † 1998 in Joucas) war ein US-amerikanischer Zeichner und Maler, der lange Zeit in Frankreich zu Hause war.

## Leben und Werk
Douglas James Johnson studierte an der Michigan State University und der Columbia University bei Robert Motherwell und Philip Guston.
Reisen unternahm Johnson nach Italien, England, in die Schweiz, nach Sri Lanka und in den Iran. Er lebte unter anderem in Paris und Forcalquier.
1971 hatte Johnson seine erste Einzelausstellung in Teheran im Zentrum der Iran-America Society. 1977 stellte er auf der documenta 6 in Kassel aus.
Caroline Fellowes war eine enge Freundin Johnsons und arbeitete bis zu seinem Tod 1998 in seinem Atelier.